# Большая Дятель
Большая Дятель (бел. Вялі́кая Дзя́цель, также Дятель, Большой Дятел, Великая Дятель) — деревня в Дубровенском районе Витебской области Беларуси. Входит в состав Добрынского сельсовета.

## Топоним
Название населённого пункта заимствовано от слова «дятел».

## География
Деревня Большая Дятель находится в юго-восточной части района, на берегу реки Пнёвка, рядом с деревнями Халалеевка и Лысковка. Абсолютная высота над уровнем моря составляет 203 метра. Уличная сеть состоит из четырёх улиц: Центральной, Зелёной, Озёрной, Луговой. Расстояние до Дубровно 26 км, до Витебска 133. Площадь 99,27 гектаров.

### Климат
Климат деревни Большая Дятель характеризуется как умеренно-континентальный. Средняя температура зимой (январь) — от -6 до -7. Наиболее низкая зафиксированная -44 градуса. Летом в среднем (июль) 17—18 градусов. Наивысшая зафиксированная 36 градусов. Влажность воздуха зимой довольно высокая, летом ниже. Среднее число выпадающих за год осадков 618. Ветры дуют преимущественно с запада. Снежный покров держится 120 -130 дней, начинается в первые две недели января, сходит тогда же в апреле. Достигает в высоту 45 см. Почвы промерзают на глубине до 70 – 80 см.

### Часовой пояс
Деревня Большая Дятель, как и вся Витебская область, находится в часовом поясе UTC+3:00.

## История
Деревня впервые обозначена ещё на карте 1812 года, подготовленной для французского императора Наполеона Бонапарта под названием Дятель. На карте 1941 года РККА обозначена уже как Большой Дятел. 
В годы Великой Отечественной войны деревня была под оккупацией войск нацистской Германии, которые уничтожили 40 из 43 домов, тогда бывших в деревне. 
В 1969 году в деревне действовал колхоз «ХХ съезд КПСС». 
До 16 октября 1989 года деревня входила в состав ныне не существующего (упразднён) Кленовского сельсовета.

## Население

### Численность
- 2019 год — 134 человек

### Динамика
- 2019 год — 134 человек (перепись населения)

## Транспорт
Через деревню проходит ответвление от дороги Н-2702. В Большой Дятели начинаются автодороги Н-2735 Большая Дятель–Ковровая, Н-2736 Большая Дятель–Большая Лысковка, Н-2737 Большая Дятель–Луговая, заканчивается дорога Красная Слобода–Большая Дятель.

## Инфраструктура
В деревне Большая Дятель функционируют фельдшерско-акушерский пункт (ФАП), а также магазин, обслуживающий и другие населённые пункты.